# 다케다오역
다케다오역(일본어: 武田尾駅, たけだおえき 타케다오에키[*])은 일본 효고현 다카라즈카시에 위치한 서일본 여객철도의 역이다. 무코 강을 건너는 교량과 터널에 걸쳐있는 역으로 인근에 다케다오 온천이 있다.

## 역 구조
상대식 승강장으로 2면 2선의 고가역이다. 승강장의 북쪽 반은 터널 안이고, 남쪽 부분은 무코 강을 건너기 위한 교량 상에 있다. 또 교량의 일부는 니시노미야시에 속한다. 이코카 및 제휴 교통카드의 사용이 가능하다.

### 승강장
| 1 | ■ JR 다카라즈카 선 | 산다 · 사사야마구치 방면            |
| 2 | ■ JR 다카라즈카 선 | 아마가사키 · 오사카 · 기타신치 방면 |

## 역사
- 1899년 1월 25일: 한카쿠 철도 아리마구치 ~ 산다 간에 연장하여 개업.
- 1907년 8월 1일: 국유화에 따라 일본국유철도 소속이 되었다.
- 1909년 10월 12일: 노선 명칭 제정에 따라 한카쿠 선의 일부가 되었다.
- 1912년 3월 1일: 노선 명칭 개정에 따라 한카쿠 선의 후쿠치야마 선 이남이 후쿠치야마 선으로 개칭되어 그 일부가 되었다.
- 1987년 4월 1일: 민영화에 의해 서일본 여객철도의 소속이 되었다.
- 2003년 11월 1일: 이코카의 사용이 개시되었다.

## 인접정차역
| 서일본 여객철도 후쿠치야마 선 | 서일본 여객철도 후쿠치야마 선 | 서일본 여객철도 후쿠치야마 선 |
| ----------------------------- | ----------------------------- | ----------------------------- |
| 니시노미야나지오 오사카 방면  | ■ JR 다카라즈카 선 보통       | 도조 후쿠치야마 방면          |